# Помста за брехню
Помста за брехню - чорно-біла, німа драма 1912 року. Випущена львівською кіностудією «Кінофільм».

## Сюжет
Фільм розповідає про сімейний трикутник. Сімейні розгляди героїв фільму закінчуються пострілом із револьвера та поміщенням головного героя до психіатричної лікарні. Події розгортаються на тлі львівського Стрийського парку, галасливого фабричного двору та салону з гуцульським килимком та рушницею на стіні.

## В ролях
- Чарльз Адвентович
- Анжела Снаге
- Анна Зелінська
- Амелія Роттерова
- Мар'ян Андрушевський